# Elton Monteiro
Elton Monteiro Almada (Sion, 22 februari 1994) is een Zwitsers-Portugees voetballer van Kaapverdische komaf die als verdediger speelt.
Monteiro genoot zijn jeugdopleiding bij FC Sion en Arsenal FC. In het seizoen 2013/14 stond hij onder contract bij Club Brugge. Hij debuteerde niet en na een stage bij N.E.C. in de winterstop die op niets uitliep, werd hij uitgeleend aan Académica Coimbra. In de zomer van 2014 ging hij naar SC Braga waar hij op 16 augustus 2014 debuteerde voor Braga II in de thuiswedstrijd tegen CD Aves in de Segunda Liga als invaller voor Pedro Eira. In februari 2015 keerde hij terug naar Zwitserland bij FC Lausanne-Sport.
Hij is een neef van de voetballers Gelson Fernandes en Adilson Tavares Varela.

## Spelersstatistieken
| seizoen | club                | land                 | competitie         | duels | goals |
| ------- | ------------------- | -------------------- | ------------------ | ----- | ----- |
| 2013/14 | Club Brugge         | Vlag van België      | Jupiler Pro League | 0     | 0     |
| 2013/14 | → Académica Coimbra | Vlag van Portugal    | Primeira Liga      | 0     | 0     |
| 2014/15 | → SC Braga B        | Vlag van Portugal    | Segunda Liga       | 6     | 0     |
| 2014/15 | Club Brugge         | Vlag van België      | Jupiler Pro League | 0     | 0     |
| 2014/15 | Lausanne-Sport      | Vlag van Zwitserland | Challenge League   | 7     | 0     |
| 2015/16 | Lausanne-Sport      | Vlag van Zwitserland | Challenge League   | 29    | 1     |
| 2016/17 | Lausanne-Sport      | Vlag van Zwitserland | Super League       | 30    | 0     |
| 2017/18 | Lausanne-Sport      | Vlag van Zwitserland | Super League       | 32    | 1     |
| 2018/19 | Lausanne-Sport      | Vlag van Zwitserland | Challenge League   | 9     | 1     |
| 2018/19 | → Miedź Legnica     | Vlag van Polen       | Ekstraklasa        | 4     | 0     |
| Totaal  | Totaal              | Totaal               | Totaal             | 117   | 3     |